# Jurassic Park III
Jurassic Park III (prt: Parque Jurássico III, ou Jurassic Park III; bra: Jurassic Park III, ou Jurassic Park 3) é um filme de ficção científica e aventura estadunidense de 2001, dirigido por Joe Johnston, escrito por Michael Crichton, Alexander Payne, Jim Taylor e Peter Buchman e produzido por Steven Spielberg, Kathleen Kennedy e Larry J. Franco, sendo a continuação de The Lost World: Jurassic Park, de 1997. O longa-metragem faz parte da franquia Jurassic Park, sendo o terceiro da série de filmes e a sequência direta de The Lost World: Jurassic Park. É o primeiro da saga sem a direção de Steven Spielberg.
O filme é baseado nas obras literárias de Michael Crichton — O Parque dos Dinossauros e Mundo Perdido —, contendo cenas e personagens destes.
É a oitava maior bilheteria de 2001. A sequência de Jurassic Park III ocorreu quase quinze anos depois, quando Jurassic World chegou aos cinemas, onde, pela primeira vez, um parque dos dinossauros foi aberto.

## Elenco
| Personagem         | Ator / Atriz    |
| ------------------ | --------------- |
| Alan Grant         | Sam Neill       |
| Amanda Kirby       | Téa Leoni       |
| Paul Kirby         | William H. Macy |
| Dra. Ellie Sattler | Laura Dern      |
| Eric Kirby         | Trevor Morgan   |
| Sr. Udesky         | Michael Jeter   |

## Principais prêmios e indicações
Indicado
Prêmio Saturno 2002 (EUA)
- Recebeu uma indicação, na categoria Melhor Filme de Ficção Científica.
- Recebeu uma indicação, na categoria Melhores Efeitos Especiais.

Golden Trailer Awards 2002
- Recebeu uma indicação, na categoria Melhor Horror/Thriller.

Motion Picture Sound Editors 2002  (EUA)
- Recebeu uma indicação, na categoria Melhor Edição de Som - Efeitos &  Foley.

Satellite Awards 2002
- Recebeu uma indicação, na categoria Melhor Som.
- Recebeu uma indicação, na categoria Melhor Efeitos Visuais.

Ganhou
BMI Film & TV Awards 2002
- Prêmio BMI Film Music para Don Davis e John Williams.

Bogey Awards 2001 (Alemanha)
- Prêmio melhor trabalho em água para Laura Lee Connery, Stanton Barrett, Cinda-Lin James e Norman Howell.

World Stunt Awards 2002
- Prêmio Bogey Award in Gold.

## Sequência
Em 11 de janeiro de 2013, a Universal Pictures confirmou que o quarto filme da franquia, Jurassic Park 4 está com a data de lançamento marcada para 13 de junho de 2014. Em fevereiro, foi relatado que Kathleen Kennedy não o estará produzindo, em favor de se concentrar mais em seu projeto no filme Star Wars Episódio VII para 2015. Em 14 de março, foi anunciado oficialmente que Colin Trevorrow será o diretor do novo filme, e que ele havia sido anexado ao projeto em junho de 2012.